# Сборная России по шахматам
Сборная Россия по шахматам представляет Россию на международных шахматных турнирах. Контроль и организацию осуществляет Российская шахматная федерация. Наивысший рейтинг сборной — 2769 (2012).

## Международные турниры
| Шахматная олимпиада | Шахматная олимпиада | Шахматная олимпиада |
| Год                 | Город               | Место               |
| ------------------- | ------------------- | ------------------- |
| 1992                | Манила              | Победитель          |
| 1994                | Москва              | Победитель          |
| 1996                | Ереван              | Победитель          |
| 1998                | Элиста              | Победитель          |
| 2000                | Стамбул             | Победитель          |
| 2002                | Блед                | Победитель          |
| 2004                | Кальвиа             | Серебро             |
| 2006                | Турин               | 6 место             |
| 2008                | Дрезден             | 5 место             |
| 2010                | Ханты-Мансийск      | Серебро             |
| 2012                | Стамбул             | Серебро             |
| 2014                | Тромсё              | 4 место             |
| 2016                | Баку                | Бронза              |
| 2018                | Батуми              | Бронза              |
| 2022                | Москва              |                     |

| Командный чемпионат мира | Командный чемпионат мира | Командный чемпионат мира |
| Год                      | Город                    | Место                    |
| ------------------------ | ------------------------ | ------------------------ |
| 1993                     | Люцерн                   | Бронза                   |
| 1997                     | Люцерн                   | Чемпион                  |
| 2001                     | Ереван                   | Серебро                  |
| 2005                     | Беер-Шева                | Чемпион                  |
| 2010                     | Бурса                    | Чемпион                  |
| 2011                     | Нинбо                    | 4 место                  |
| 2013                     | Анталья                  | Чемпион                  |
| 2015                     | Цахкадзор                | 5 место                  |
| 2017                     | Ханты-Мансийск           | Серебро                  |
| 2019                     | Астана                   | Чемпион                  |

| Командный чемпионат Европы | Командный чемпионат Европы | Командный чемпионат Европы |
| Год                        | Город                      | Место                      |
| -------------------------- | -------------------------- | -------------------------- |
| 1992                       | Дебрецен                   | Чемпион                    |
| 1997                       | Пула                       | Серебро                    |
| 1999                       | Батуми                     | 5 место                    |
| 2001                       | Леон                       | не участвовала             |
| 2003                       | Пловдив                    | Чемпион                    |
| 2005                       | Гётеборг                   | 14 место                   |
| 2007                       | Ираклион                   | Чемпион                    |
| 2009                       | Нови-Сад                   | Серебро                    |
| 2011                       | Порто Каррас               | 5 место                    |
| 2013                       | Варшава                    | Бронза                     |
| 2015                       | Рейкьявик                  | Чемпион                    |
| 2017                       | Крит                       | Серебро                    |
| 2019                       | Батуми                     | Чемпион                    |
| 2021                       | Чатеж-об-Сави              | 6 место                    |

## Статистика
| Турнир                     | Появлений | Годы                 | Лучший результат                 |
| -------------------------- | --------- | -------------------- | -------------------------------- |
| Шахматная олимпиада        | 14        | 1992—2018            | 6 (1992—2002)                    |
| Командный чемпионат мира   | 10        | 1993—2019            | 5 (1997, 2005, 2010, 2013, 2019) |
| Командный чемпионат Европы | 13        | 1992—1999, 2003—2017 | 5 (1992, 2003, 2007, 2015, 2019) |

## Состав сборной

### Игроки
В разные годы за сборную России выступали 29 шахматистов, в том числе 3 чемпиона мира (Гарри Каспаров, Владимир Крамник, Александр Халифман): Евгений Алексеев, Евгений Бареев, Никита Витюгов, Сергей Волков, Алексей Выжманавин, Александр Галкин, Игорь Глек, Александр Грищук, Сергей Долматов, Алексей Дреев, Вадим Звягинцев, Сергей Карякин, Михаил Кобалия, Владимир Малахов, Александр Морозевич, Александр Мотылёв, Ян Непомнящий, Сергей Рублевский, Константин Сакаев, Пётр Свидлер, Сергей Тивяков, Артём Тимофеев, Евгений Томашевский, Валерий Филиппов, Дмитрий Яковенко, Юрий Якович.

### Тренеры
- 1992—1993 — Юрий Разуваев
  - 1992 — Сергей Макарычев[1]
- 1994—2000 — Капитан Борис Постовский
  - 1997 Николай Пушков[1]
  - 1999 Марат Макаров[1]
- 2001—2003 — Наум Рашковский
- 2004—2006 — Сергей Долматов
- 2007, 2010 — Александр Мотылёв
- 2008—2009 — Капитан Александр Бах
- 2010—2011 — Евгений Бареев
- 2011 — Александр Рязанцев
- 2011—2015 — Юрий Дохоян
- 2015—н.в. — Александр Мотылёв

### Состав сборной 2022
| Доска          | Шахматист        | Рейтинг |
| -------------- | ---------------- | ------- |
| 1-я            | Ян Непомнящий    | 2773    |
| 2-я            | Александр Грищук | 2742    |
| 3-я            | Сергей Карякин   | 2747    |
| 4-я            | Даниил Дубов     | 2702    |
| резервная      | Андрей Есипенко  | 2709    |
| Сборная России | Сборная России   | 2735    |

### Гвардейцы
Чаще других за сборную выступали:
- Пётр Свидлер — 19 турниров.
- Александр Грищук — 15 турниров.
- Александр Морозевич — 13 турниров.
- Алексей Дреев и Евгений Бареев — 11 турниров.

### Трансферы
| Ушли           | Ушли       | Ушли |
| Шахматист      | Куда       | Год  |
| -------------- | ---------- | ---- |
| Сергей Тивяков | Нидерланды | 2000 |

| Пришли         | Пришли  | Пришли |
| Шахматист      | Откуда  | Год    |
| -------------- | ------- | ------ |
| Сергей Карякин | Украина | 2010   |

## Достижения

### Сборной
Шахматная олимпиада
- Шестикратный победитель — 1992—2002
- Серебряный призёр — 2004, 2010, 2012
- Бронзовый призёр — 1994[4], 2016, 2018

Всего: 11 медалей
- Шестикратный обладатель Кубка Ноны Гаприндашвили — 1998—2004, 2010—2012

Командный чемпионат мира по шахматам
- Пятикратный чемпион — 1997, 2005, 2010, 2013, 2019
- Серебряный призёр — 2001, 2017
- Бронзовый призёр — 1993

Всего: 8 медалей
Командный чемпионат Европы по шахматам
- Пятикратный чемпион — 1992, 2003, 2007, 2015, 2019
- Серебряный призёр — 1997, 2009, 2017
- Бронзовый призёр — 2013

Всего: 9 медалей

### Индивидуальный зачёт
Больше всего золотых медалей с учётом всех трёх международных командных турнирах в индивидуальном зачёте добились:
Евгений Бареев - 6 медалей
- Владимир Крамник — 5 медалей
- Александр Морозевич — 5 медалей
- Гарри Каспаров — 4 медали
- Пётр Свидлер — 4 медали
- Дмитрий Яковенко — 3 медали

## Неосновные сборные
На правах принимающей стороны Россия трижды заявляла к участию на шахматных олимпиадах второй и даже третий составы. Причём на олимпиаде 1994 года сборная Россия—2 смогла завоевать бронзовые медали.

### Россия—2
Кроме Василия Емелина, Михаила Улыбина и Андрея Шариязданова, все игроки второй сборной в то или иное время участвовали и в первой.
| Шахматная олимпиада | Шахматная олимпиада | Шахматная олимпиада |
| Год                 | Город               | Место               |
| ------------------- | ------------------- | ------------------- |
| 1994                | Москва              | 3 место             |
| 1998                | Элиста              | 8 место             |
| 2010                | Ханты-Мансийск      | 6 место             |

### Россия—3
За исключением Александра Мотылёва, Сергея Рублёвского и Дмитрия Яковенко, игроки России—3 не выступали за первую сборную. Среди них: Николай Кабанов, Александр Козак, Марат Макаров, Алексей Придорожный, Александр Умгаев, Александр Фоминых, Баатр Шовунов, Станислав Эрендженов.
| Шахматная олимпиада | Шахматная олимпиада | Шахматная олимпиада |
| Год                 | Город               | Место               |
| ------------------- | ------------------- | ------------------- |
| 1998                | Элиста              | 32 место            |
| 2010                | Ханты-Мансийск      | 13 место            |